# Ordem da Coroa Preciosa
A Ordem da Coroa Preciosa é uma condecoração japonesa, estabelecida pelo Imperador Meiji no dia 4 de janeiro de 1888. Originalmente, havia cinco classes; porém, em 13 de abril de 1896, a sexta, sétima e oitava classes foram criadas.
Em 2003, por meio de uma reforma, a Ordem do Sol Nascente, anteriormente reservada a homens, tornou-se disponível para mulheres. Tal medida determinou que a Ordem da Coroa Preciosa, que era reservada só para mulheres até então, passasse a ser conferida exclusivamente para mulheres estrangeiras. Pode ser conferida postumamente.